# Polskie Radio Opole
Polskie Radio Regionalna Rozgłośnia w Opolu „RADIO OPOLE” S.A. – jedna z siedemnastu rozgłośni regionalnych Polskiego Radia zrzeszonych w Audytorium 17.

## Charakterystyka
Swoim zasięgiem obejmuje całe województwo opolskie oraz część województw dolnośląskiego, śląskiego, łódzkiego i wielkopolskiego, a dzięki streamingowi internetowemu może być słuchana na całym świecie. Działa jako jednoosobowa spółka Skarbu Państwa.
Posiada swoich korespondentów w Brzegu, Krapkowicach, Kędzierzynie-Koźlu, Kluczborku, Nysie, Prudniku, Głubczycach, Namysłowie i Strzelcach Opolskich. Nadaje całą dobę w Internecie oraz na falach ultrakrótkich.
Stacja oferuje dwa programy – poza głównym programem FM od stycznia 2015 w Internecie oraz w ramach osobnej koncesji od października tego samego roku poprzez DAB+ emitowane jest kulturalne (dawniej publicystyczno-informacyjne) Radio Opole 2.
Siedziba rozgłośni mieści się w gmachu przy ul. Strzelców Bytomskich 8, na Wyspie Pasiece w Opolu.
Stacja słynie także z legendarnego muzycznego Studia M im. SBB. Prowadzi także sklep internetowy www.sklep.radio.opole.pl. z wydawnictwami muzycznymi m.in. z koncertów Krajowego Festiwalu Polskiej Piosenki w Opolu i innymi produkcjami własnymi, zarówno archiwalnymi jak i współczesnymi.
RADIO OPOLE opolska posiada 2 nadajniki analogowe dużej mocy:
- RTCN Chrzelice (Biała) – 103,2 FM (60 kW)[2]
- Kluczbork – 96,3 FM (30 kW)[2]

oraz 7 nadajników analogowych małej mocy (1 kW):
- Brzeg – 88 FM[2]
- Głubczyce – 94,8 FM[2]
- Namysłów – 107,7 FM[2]
- Olesno – 89,1 FM[2]
- Opole – 101,2 FM[2]
- Paczków – 92,6 FM[2]
- Strzelce Opolskie – 105,1 FM[2]

## Odbiór cyfrowy
Od 1 października 2014 rozgłośni można słuchać na radioodbiornikach naziemnej radiofonii cyfrowej DAB+. W październiku 2015 do oferty DAB+ dołączyło Radio Opole 2.